# Allan Nairn
Allan Nairn (nacido en 1956) es un reconocido periodista de investigación estadounidense que se hizo famoso cuando fue encarcelado por las fuerzas militares de Indonesia bajo Suharto, dictador fuertemente apoyado por los Estados Unidos, mientras trabajaba de reportero en Timor Oriental. Sus escritos se han centrado en la política exterior de EE. UU. en países como Haití, Guatemala, Indonesia y Timor Oriental.

## Biografía
Nairn nació en Mobile, Alabama, de una madre puertorriqueña. En la escuela secundaria consiguió un trabajo con el activista Ralph Nader, trabajando para él durante seis años. Su libro El Reino de ETS: la Corporación que conforma las mentes, una investigación del examen SAT Reasoning Test y su creador, el Educational Testing Service, fue publicado como parte del informe de Ralph Nader en 1980. 
En 1980, Nairn visitó Guatemala en medio de una campaña de asesinatos de líderes estudiantiles parte de la campaña de contrainsurgencia contra las guerrillas marxistas, activa tanto en las zonas urbanas como rurales. Se entrevistó a ejecutivos de EE. UU., que apoyaban a los escuadrones de la muerte. Fue entonces cuando decidió investigar más a fondo las actividades de escuadrones de la muerte en ese país y en El Salvador, en el contexto de la guerra civil. Posteriormente, Nairn se interesó en Timor Oriental y ayudó a fundar la Red de Acción de Timor Oriental (ETAN), que fue importante en traer a la atención internacional el movimiento independentista de Timor Oriental. 
En 1991, durante el trabajo de reportar los acontecimientos en Timor Oriental, Nairn y su compañera periodista Amy Goodman fueron golpeados por los soldados indonesios después de que fue testigo de un asesinato en masa de manifestantes timorenses en lo que se conoció como la Masacre de Santa Cruz. Fue golpeado con las culatas de los fusiles M16 y su cráneo fracturado en el combate cuerpo a cuerpo. Nairn fue declarado una "amenaza para la seguridad nacional" y expulsado de Timor Oriental, pero volvió a entrar varias veces de manera ilegal, y sus informes posteriores ayudaron a convencer al Congreso de EE. UU. para cortar la ayuda militar a Yakarta en 1993. En un despacho de Timor Oriental el 30 de marzo de 1998, Nairn reveló la formación continua de los militares de EE. UU. a soldados indonesios implicados en la tortura y asesinato de civiles. En 1999, Nairn fue detenido brevemente por el ejército indonesio en Timor Oriental, donde había optado por permanecer después de la mayoría de los otros medios de comunicación habían evacuado después de referéndum sobre la independencia de Timor Oriental. 
En un artículo publicado en The Nation en 1994, Nairn reveló el papel del gobierno de EE. UU. en el establecimiento y la financiación del escuadrón de la muerte haitiano, el Frente para el Avance y Progreso de Haití (FRAPH). 
El 24 de marzo de 2010, resultó que Nairn podría enfrentar posible detención y cargos penales en Indonesia por revelar asesinatos, respaldados por EE. UU., de activistas civiles. Un portavoz del ejército de Indonesia dijo en el Jakarta Globe que los militares están considerando acciones legales contra las publicaciones de Nairn.

## Premios
- En 1993, Nairn y Amy Goodman recibieron el Premio para la Radio Internacional Robert F. Kennedy por sus informes sobre Timor Oriental.[2]
- En 1994, Nairn ganó el premio George Polk de Periodismo de Información.[3]
- También en 1994, Nairn recibió el Premio James Aronson para el Periodismo de justicia social para su escritura en Haití por la revista The Nation.[4]

## Cita
"Los Estados Unidos no tiene el monopolio sobre el abuso de poder. Pero como soy un americano es aquí donde tengo algo de influencia y responsabilidad."